# Блок Ивана Рыбкина
Блок Ивана Рыбкина — избирательный блок, участвовавший в выборах в Госдуму в 1995 году и набравший более 1,39 % голосов. Ориентация — поддержка власти, левоцентризм. Лидеры — И. П. Рыбкин, А. Н. Чилингаров.

## История

### Создание блока
8 июня 1995 года на II конференции объединения «Регионы России» Иван Петрович Рыбкин, являвшийся на тот момент времени председателем Государственной думы РФ 1-го созыва был избран председателем объединения. 21 июля 1995 года группой политических деятелей и лидеров во главе с Иваном Рыбкиным и Борисом Громовым был подписан документ о создании Блока левоцентристской ориентации.
Первоначально сформированный значительным количеством политических сил блок, подвергся дальнейшему разделению. 21 августа 1995 года в Государственной думе состоялась учредительная конференция «левоцентристского блока», получившего название «Избирательный блок Ивана Рыбкина». В ней участвовали представители 8 общественно-политических организаций-учредителей. Однако лидеры Российской объединенной промышленной партии (Владимир Щербаков) и Федерации независимых профсоюзов России (Михаил Шмаков) от имени своих организаций отказались участвовать в учреждении блока. В итоге соглашение о создании блока подписали представители только 6 организаций: движение «Регионы России», объединение «Согласие», Народное движение «Россия», Российский союз молодежи, Союз реалистов и движение «Моё Отечество». Также в блок вошли Фонд инвалидов войны в Афганистане, объединение «Достоинство и милосердие», Ассоциация вкладчиков, акционеров и заимодавцев, Конфедерация деловых женщин России, Союз российских городов, ветеранские организации.
24 августа 1995 года был зарегистрирован в Центризбиркоме как «Блок Ивана Рыбкина».
Однако в сентябре руководство объединения «Моё Отечество» решило выйти из Блока Ивана Рыбкина и образовать собственное одноименное избирательное объединение, чтобы идти на выборы в Государственную думу 2-го созыва. Это произошло на IV конференции 19 сентября 1995 года. На первое место в списке был приглашён генерал Борис Громов, на второе — руководитель фонда «Реформа» Станислав Шаталин, на третье — певец Иосиф Кобзон.
18 сентября 1995 года был перегистрирован в Центризбиркоме в связи с выходом из блока объединения «Моё Отечество». 
После всех отделений объединение «Регионы России» фактически оказалось ядром блока.
Официальными учредителями Блока Ивана Рыбкина выступили движение «Согласие» Ивана Рыбкина, объединение «Регионы России», Народное движение «Россия» Игоря Шичанина, Российский Союз Молодежи, общественно-политическое движение «Союз реалистов» Юрия Петрова. Кроме того, учёный-океанограф Артур Чилингаров, принимавший в то время активное участие в политической жизни страны, несмотря на своё личное членство в отделившейся от Блока левоцентристской ориентации Российской объединённой промышленной партии, был включён в состав первой тройки общефедерального избирательного списка Блока Ивана Рыбкина на выборах в Думу, куда также вошли Иван Рыбкин и Юрий Петров.

### Выборы в Государственную думу 1995 года
20 октября 1995 года Центризбирком РФ зарегистрировал федеральный список кандидатов в депутаты Государственной думы второго созыва, выдвинутого избирательным блоком «Блок Ивана Рыбкина». В списке было 189 кандидатов.
В избирательном бюллетене Блока Ивана Рыбкина получил номер 38. В общефедеральном списке первые три места занимали Иван Рыбкин, Юрий Петров, Артур Чилингаров.
На состоявшихся 17 декабря 1995 года выборах в Государственную думу Блок Ивана Рыбкина набрал 1,39 % (17 место из 43 находившихся в избирательном списке политических организаций), не преодолев таким образом 5-процентный барьер. Всего по стране за блок было отдано 962 165 голосов.

### После выборов
Несмотря на не прохождение Блока в Государственную Думу, ряд его членов оказался избранными в мажоритарных округах. В частности, депутатами было избрано 10 членов объединения «Регионы России»: Иван Рыбкин и Артур Чилингаров, Адриан Пузановский (от Аграрной партии), Владимир Уткин (от КРО), а также прошедшие в качестве независимых кандидатов Олег Морозов, Владимир Медведев, Владимир Гоман, Юрий Уткин, Виктор Медиков и Александр Дзасохов.
Артур Чилингаров являлся в Думе одним из организаторов группы независимых депутатов «Российские регионы», в которую на февраль 1996 года вошло 42 депутата, в том числе 5 членов Движения РР (Чилингаров, Медведев, Морозов, Гоман и Медиков). В группу вошёл первоначально также Александр Дзасохов, но затем перешёл в «Народовластие». Пузановский вошёл в Аграрную депутатскую группу, Владимир Уткин вошёл в «Народовластие», Юрий Уткин — сначала в Аграрную группу, затем стал независимым. Иван Рыбкин в Думе остался внефракционным депутатом.

## Оценки
Левоцентристский Блок Ивана Рыбкина наряду с правоцентристским блоком «Наш дом—Россия» (НДР) рассматривается как первый образчик партии власти в российской политической истории. Причём левое крыло оказалось нежизнеспособным, а блоку НДР предоставился шанс получить хороший результат, потому что возглавлявший его харизматичный премьер-министр России Черномырдин в то время заметно превосходил по популярности президента Ельцина.
Доктором юридических наук Валентиной Лапаевой поражение Блока Ивана Рыбкина на выборах 1995 года связывается с тем, что он сразу же оказался «приписан» массовым сознанием к «партии власти» и это «обнажило искусственность декларируемых различий», созданных с целью получения усилиями «сверху» двух крупных право- и левоцентристских избирательных блоков (НДР и Блока Рыбкина), которые, по идее их создателей, должны были отобрать голоса избирателей от радикально ориентированных политических группировок.